# حميد موروكو
حميد سليمان موروكو (من مواليد 4 أغسطس 1970 في زنجبار) هو مدرب كرة قدم تنزاني. يشغل منصب مدرب المنتخب التنزاني لكرة القدم منذ يناير 2024.